# Нескопек (Пенсільванія)
Нескопек (англ. Nescopeck) — місто (англ. borough) в США, в окрузі Лузерн штату Пенсільванія. Населення — 1480 осіб (2020).

## Географія
Нескопек розташований за координатами 41°3′7″ пн. ш. 76°12′41″ зх. д. / 41.05194° пн. ш. 76.21139° зх. д. (41.051914, -76.211490).  За даними Бюро перепису населення США в 2010 році місто мало площу 2,66 км², уся площа — суходіл.

### Клімат
| Клімат : Нескопек     | Клімат : Нескопек | Клімат : Нескопек | Клімат : Нескопек | Клімат : Нескопек | Клімат : Нескопек | Клімат : Нескопек | Клімат : Нескопек | Клімат : Нескопек | Клімат : Нескопек | Клімат : Нескопек | Клімат : Нескопек | Клімат : Нескопек | Клімат : Нескопек |
| Показник              | Січ.              | Лют.              | Бер.              | Квіт.             | Трав.             | Черв.             | Лип.              | Серп.             | Вер.              | Жовт.             | Лист.             | Груд.             | Рік               |
| Середній максимум, °C | 2,2               | 3,9               | 8,9               | 16,7              | 22,8              | 27,8              | 30,0              | 28,9              | 24,4              | 18,9              | 10,6              | 3,9               | 16,7              |
| Середній мінімум, °C  | −7,2              | −6,7              | −2,2              | 2,8               | 8,9               | 13,9              | 16,1              | 15,6              | 11,7              | 5,0               | 0,6               | −5                | 4,4               |
| Норма опадів, мм      | 58                | 58                | 69                | 86                | 102               | 91                | 104               | 102               | 91                | 71                | 81                | 74                | 991               |
| --------------------- | ----------------- | ----------------- | ----------------- | ----------------- | ----------------- | ----------------- | ----------------- | ----------------- | ----------------- | ----------------- | ----------------- | ----------------- | ----------------- |
| Джерело: Weatherbase  |                   |                   |                   |                   |                   |                   |                   |                   |                   |                   |                   |                   |                   |

## Демографія
Згідно з переписом 2010 року, у селищі мешкали 1583 особи в 687 домогосподарствах у складі 426 родин. Густота населення становила 596 осіб/км².  Було 765 помешкань (288/км²).
Расовий склад населення:
| - 98,6 % — білих - 0,3 % — чорних або афроамериканців - 0,3 % — азіатів - 0,1 % — корінних американців |

До двох чи більше рас належало 0,8 %. Частка іспаномовних становила 2,2 % від усіх жителів.
За віковим діапазоном населення розподілялося таким чином: 22,0 % — особи молодші 18 років, 61,2 % — особи у віці 18—64 років, 16,8 % — особи у віці 65 років та старші. Медіана віку мешканця становила 40,4 року. На 100 осіб жіночої статі у селищі припадало 90,5 чоловіків;  на 100 жінок у віці від 18 років та старших — 88,0 чоловіків також старших 18 років.
Середній дохід на одне домашнє господарство  становив 49 109 доларів США (медіана — 41 863), а середній дохід на одну сім'ю — 55 767 доларів (медіана — 50 163). Медіана доходів становила 38 558 доларів для чоловіків та 29 099 доларів для жінок. За межею бідності перебувало 16,2 % осіб, у тому числі 30,0 % дітей у віці до 18 років та 5,1 % осіб у віці 65 років та старших.
Цивільне працевлаштоване населення становило 953 особи. Основні галузі зайнятості: виробництво — 24,7 %, освіта, охорона здоров'я та соціальна допомога — 17,0 %, роздрібна торгівля — 14,1 %.